# 京王讀賣樂園站
京王讀賣樂園站（日语：／ Keiō-yomiuri-rando eki */?）是位於東京都稻城市矢野口，屬於京王電鐵相模原線的鐵路車站。車站編號是KO37。

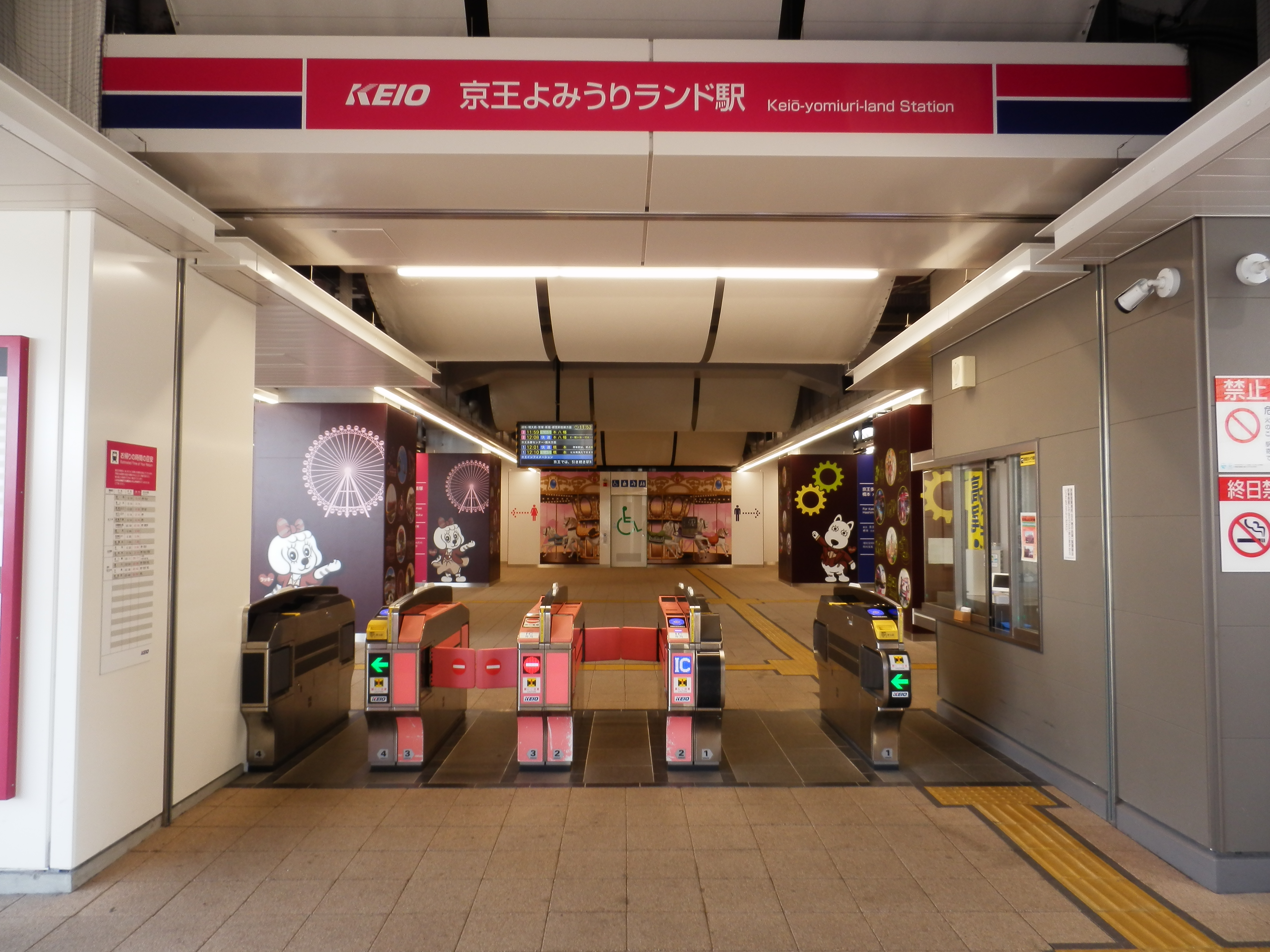
驗票閘口(2018年11月)

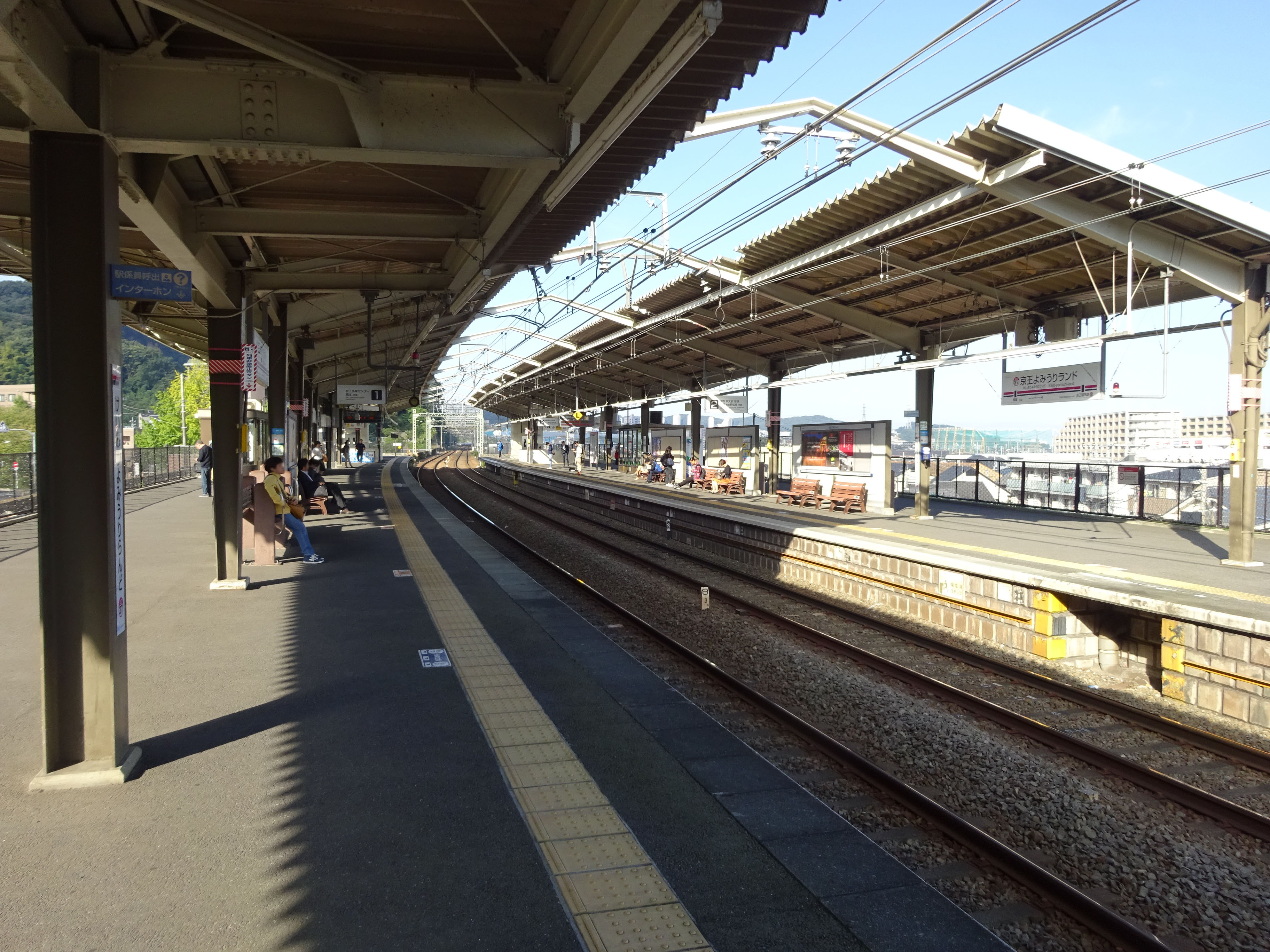
月台(2016年10月)

## 年表
- 1971年4月1日，作為京王帝都電鐵的車站啟用，快速開始停靠此站。
- 1974年10月18日，相模原線從此站延伸至京王多摩中心站。
- 2013年2月22日，以KO37作為車站編號。

## 車站構造
本站為相對式月台2面2線的高架車站，最初有保留改建成島式月台2面4線的空間，但為了讓10輛編組列車停靠而將月台延伸，現已無法改建為2面4線。

### 月台配置
| 月台 | 路線     | 方向 | 目的地                               |
| ---- | -------- | ---- | ------------------------------------ |
| 1    | 相模原線 | 下行 | 京王多摩中心、橋本方向               |
| 2    | 相模原線 | 上行 | 調布、明大前、笹塚、新宿、新宿線方向 |

## 利用狀況
2016年度1日平均上下車人次為13,408人，是相模原線內人數較少的車站。上下車人次與上車人次變化如下。
| 年度               | 1日平均 上下車人次 | 1日平均 上車人次 | 來源     |
| ------------------ | ------------------ | ---------------- | -------- |
| 1971年（昭和46年） | 4,343              |                  |          |
| 1975年（昭和50年） | 7,068              |                  |          |
| 1980年（昭和55年） | 8,503              |                  |          |
| 1985年（昭和60年） | 8,892              |                  |          |
| 1990年（平成02年） | 10,903             | 5,405            | [ * 1 ]  |
| 1991年（平成03年） | 11,515             | 5,686            | [ * 2 ]  |
| 1992年（平成04年） |                    | 5,575            | [ * 3 ]  |
| 1993年（平成05年） |                    | 5,373            | [ * 4 ]  |
| 1994年（平成06年） |                    | 5,425            | [ * 5 ]  |
| 1995年（平成07年） | 10,759             | 5,139            | [ * 6 ]  |
| 1996年（平成08年） |                    | 4,956            | [ * 7 ]  |
| 1997年（平成09年） |                    | 4,734            | [ * 8 ]  |
| 1998年（平成10年） |                    | 4,548            | [ * 9 ]  |
| 1999年（平成11年） |                    | 4,495            | [ * 10 ] |
| 2000年（平成12年） | 9,970              | 4,564            | [ * 11 ] |
| 2001年（平成13年） |                    | 4,537            | [ * 12 ] |
| 2002年（平成14年） |                    | 4,797            | [ * 13 ] |
| 2003年（平成15年） | 10,217             | 4,749            | [ * 14 ] |
| 2004年（平成16年） | 10,824             | 5,093            | [ * 15 ] |
| 2005年（平成17年） | 10,505             | 5,153            | [ * 16 ] |
| 2006年（平成18年） | 10,100             | 5,148            | [ * 17 ] |
| 2007年（平成19年） | 10,345             | 5,221            | [ * 18 ] |
| 2008年（平成20年） | 10,927             | 5,518            | [ * 19 ] |
| 2009年（平成21年） | 11,259             | 5,682            | [ * 20 ] |
| 2010年（平成22年） | 11,078             | 5,586            | [ * 21 ] |
| 2011年（平成23年） | 11,096             | 5,600            | [ * 22 ] |
| 2012年（平成24年） | 11,486             | 5,770            | [ * 23 ] |
| 2013年（平成25年） | 11,712             |                  |          |
| 2014年（平成26年） | 12,195             |                  |          |
| 2015年（平成27年） | 12,968             |                  |          |
| 2016年（平成28年） | 13,408             |                  |          |

## 車站周邊
北側是多摩川沿岸平地，主要為住宅地、梨田等，也是富士通FRONTECH本社工場所在地。過去曾有東京可口可樂瓶裝公司稻城工場（2005年3月關閉），2007年11月8日改建為SUPER三和、松本清、熊澤書店・大創、PASEOS等入駐的AMELIA稻城購物中心（アメリア稲城ショッピングセンター）。
東日本旅客鐵道（JR東日本）南武線矢野口站步行約15分鐘左右。
剪票口前的高架下空間為收費自行車停車場。
南側有小型圓環，是路線巴士、計程車乘車處。周邊是公寓與コルグ本社等。附近則是有廣大雜木林的丘陵地帶，稱為南山，有有難山、辯天洞窟等觀光景點。南山已被指定為市街化區域，目前正進行南山東部土地區劃整理事業。
丘陵內有讀賣樂園。除了本站的路線巴士，1999年更完成空中纜車『Sky Shuttle』（スカイシャトル）。

### 周邊景點
- 讀賣樂園
  - 讀賣巨人球場（日语：読売ジャイアンツ球場）
  - 綠茵球場（日语：ヴェルディグラウンド）
- 辯天洞窟（日语：弁天洞窟）（新東京百景）
- 小澤城址（日语：小沢城）
- 有難山（日语：ありがた山）
- 三澤川（日语：三沢川 (多摩川水系)）
- 穴澤天神社（日语：穴澤天神社）
- 妙覺寺

### 巴士路線
- 京王讀賣樂園站（小田急巴士（日语：小田急バス）、小田急城市巴士（日语：小田急シティバス）、稻城市社區巴士「i巴士（日语：iバス）」）
  - 讀01 經讀賣樂園往小田急讀賣樂園前站、寺尾台團地（小田急）
  - 無系統編號 往讀賣樂園／經矢野口站、調布站北口、笹塚往新宿站西口（小田急城市巴士）※季節行駛，假日2班往返
  - 往讀賣樂園丘之湯／經野口站、南多摩站、若葉台站往平尾團地（i巴士）

## 站名由來
站名來自附近的「讀賣樂園」。為了與小田急小田原線的「讀賣樂園前站」區隔而冠上「京王」。沿線居民簡稱為「樂園站」（ランド）。

## 相鄰車站
京王電鐵
 相模原線
■特急、■準特急、■急行
通過
■區間急行、■快速、■各站停車
京王稻田堤（KO36）－京王讀賣樂園（KO37）－稻城（KO38）

## 外部連結
- 京王讀賣樂園 - 京王電鐵

35°37′58.5″N 139°31′2.5″E / 35.632917°N 139.517361°E